# David Lloyd Jones, Lord Lloyd-Jones

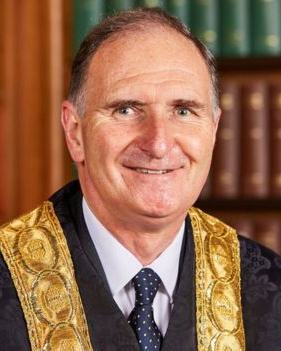
David Lloyd Jones, Lord Lloyd-Jones, ca. 2017

David Lloyd Jones, Lord Lloyd-Jones, PC, QC, FLSW (* 13. Januar 1952) ist ein britischer Richter und Rechtswissenschaftler. Er war Richter am Obersten Gerichtshof des Vereinigten Königreichs und zuvor Mitglied des Court of Appeal of England and Wales sowie Vorsitzender der Law Commission.

## Frühes Leben und Ausbildung
Lloyd Jones wurde am 13. Januar 1952 in Pontypridd als Sohn von William Elwyn Jones und Annie Blodwen Jones (geb. Lloyd-Jones) geboren. Er besuchte die Pontypridd Boys’ Grammar School. Er studierte Jura am Downing College, Cambridge.

## Karriere

### Akademische Karriere
Von 1975 bis 1991 war Lloyd Jones Fellow des Downing College, Cambridge. Von 1999 bis 2005 war er Gastprofessor an der City University, London. Seine Artikel wurden in mehreren juristischen Fachzeitschriften veröffentlicht.

### Juristische Karriere
Lloyd Jones erhielt 1975 seine Anwaltszulassung am Middle Temple. Er wurde 1994 Recorder und 1999 Queen’s Counsel. Am 3. Oktober 2005 wurde er zum Richter am High Court of Justice ernannt, dort war er in der Queen’s Bench Division tätig. Am 1. Oktober 2012 folgte seine Ernennung zum Richter am Court of Appeal und am 7. November 2012 seine Berufung zum Privy Council.

## Ehrungen
Im Zuge seiner Berufung an den High Court of Justice wurde er 2005 zum Knight Bachelor ernannt. Der Ritterschlag erfolgte am 14. Februar 2006 durch Elisabeth II. im Buckingham Palace.
Im Jahr 2012 wurde er von der Aberystwyth University zum Fellow ehrenhalber ernannt. Von der Swansea University er 2014 einen Ehrentitel. 2016 wurde er zum Fellow der Learned Society of Wales gewählt.